# Anthospermum littoreum
Anthospermum littoreum är en måreväxtart som beskrevs av Harriet Margaret Louisa Bolus. Anthospermum littoreum ingår i släktet Anthospermum och familjen måreväxter. Inga underarter finns listade i Catalogue of Life.